# آندریفسکی (سرزمین آلتای)
آندریفسکی (به لاتین: Andreyevsky) یک منطقهٔ مسکونی در روسیه است که در سرزمین آلتای واقع شده‌است.